# Floravase

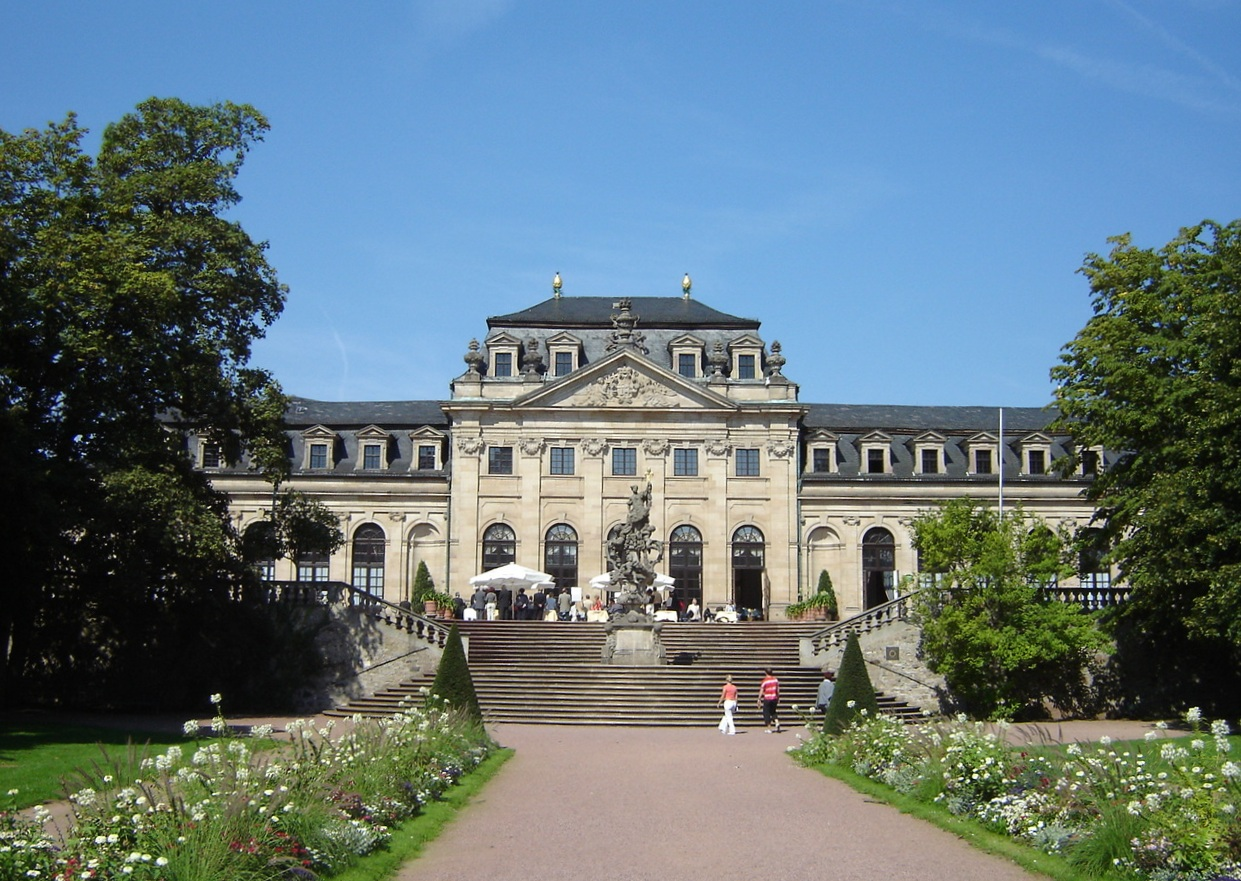
Die Floravase vor der Orangerie

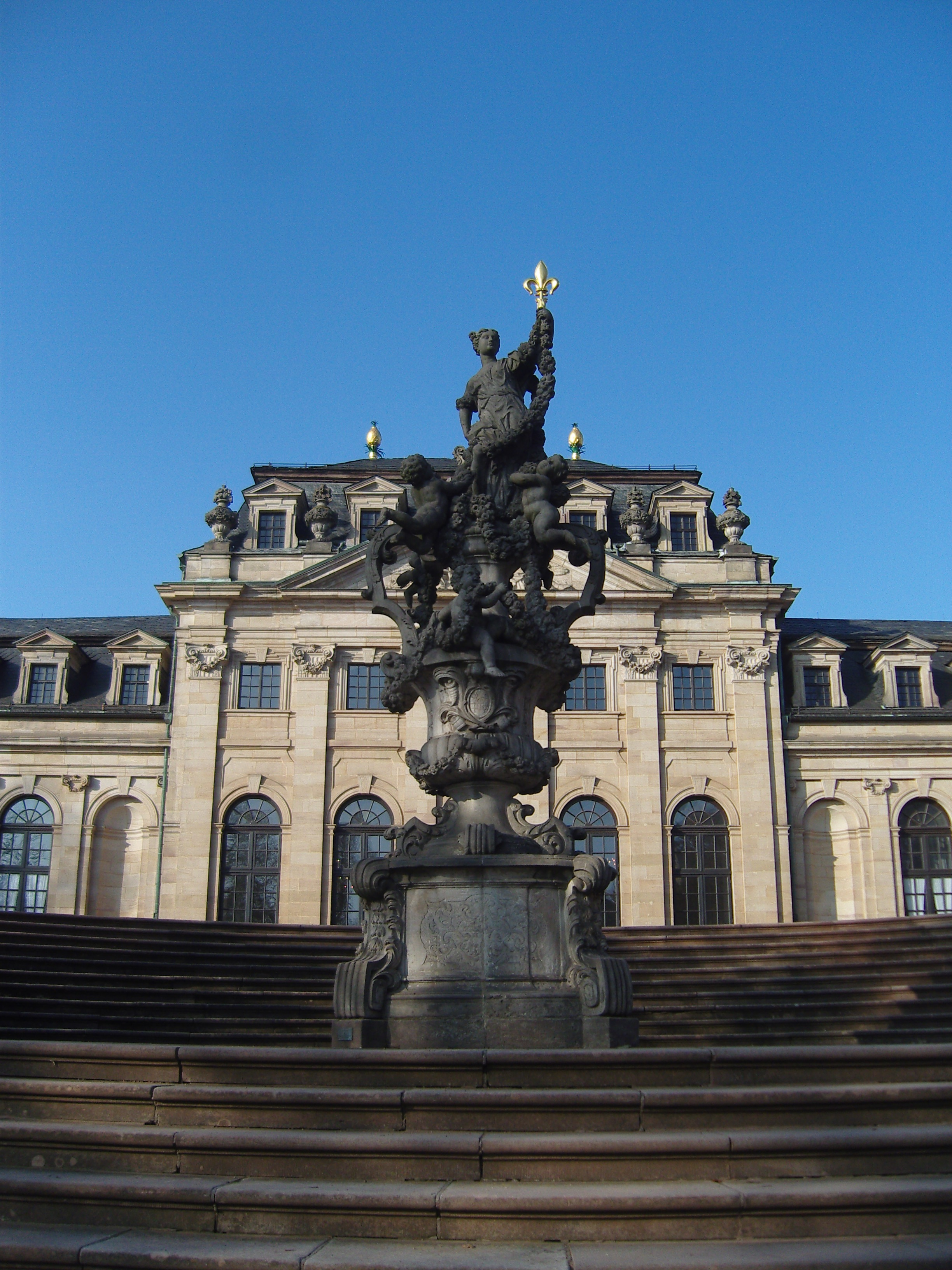
Floravase

Die Floravase ist eine barocke Gartenplastik im Schlossgarten zu Fulda auf der Freitreppe zur Orangerie. Sie schuf der Bamberger Bildhauer Daniel Friedrich Humbach im Jahre 1728 nach einem Entwurf von Friedrich Joachim Stengel.
Die Skulptur mit einer Höhe von 6,80 Metern gilt als eine der bedeutendsten Gartenplastiken Europas und befindet sich auf dem Treppenabsatz der großen Orangerietreppe im Schlossgarten. Sie symbolisiert die Blumengöttin Flora auf einer Vase, mit Blumenranken geschmückt und von Engelsfiguren umgeben. In ihrer erhobenen Hand hält sie eine goldene Lilie, das Wahrzeichen des Fuldaer Fürstabtes Adolf von Dalberg. Die Skulptur wurde aus einem einzigen Stein aus dem ehemaligen Sandsteinbruch Steinau bei Marbach geschaffen. Der Sockel wurde aus mehreren Sandsteinen unterschiedlicher Herkunft zusammengesetzt. Adolf von Dalberg war teilweise am Entwurf der Skulptur beteiligt und gab sie in Auftrag, um seiner Verbundenheit mit der Natur Ausdruck zu geben.
Der Lokalhistoriker Ernst Kramer beschrieb in einem im Fuldaer Monatsspiegel erschienenen Artikel die Floravase als „das Sinnbild eines stolzen Zeitalters der absoluten Herrscher, die im Rausch der schönen Künste, begleitet von prunkhaften Festen, ihren Triumph feierten und dabei Werte schufen, um deren grandiosen Gehalt wir sie heute noch beneiden.“